# Rifugio Mongioie
Il rifugio Mongioie è un rifugio delle Alpi Liguri, situato a 1550 m di quota nell'alta Val Tanaro, in comune di Ormea.

## Caratteristiche
Il rifugio è stato costruito dai soci della sezione di Albenga del Club Alpino Italiano, ed inaugurato nel 1989; successivamente, è stato di nuovo completamente ristrutturato nel 1998.
Si trova nella località Pian rosso, a monte dell'abitato di Viozene, in comune di Ormea (CN); sorge a poca distanza dal monte Mongioie, da cui prende il nome.
È una costruzione in muratura di pietrame a due piani. Dispone di 46 posti letto, suddivisi in camere da 6 a 16 letti, con doccia calda e bagno interni, comuni ad ogni piano. Il locale invernale dispone di 4 posti. Offre servizio alberghetto, bar e ristorante. Il periodo di apertura continuativa va dal 1º maggio al 30 settembre, e dal 26 dicembre al 7 gennaio.
Nel periodo invernale, il rifugio è riscaldato. È inoltre dotato di impianto elettrico.
Dal 2007 il rifugio è dotato di collegamento Internet satellitare, realizzato dalla Regione Piemonte nell'ambito del programma Wi-Pie. È stata anche installata una webcam che, nel periodo di apertura e limitatamente alle ore diurne, permette di avere una visuale aggiornata ogni 5 minuti sul monte Mongioie.

## Accesso
Dall'abitato di Viozene si segue la rotabile che sale verso la borgata Piumini. Qui parte un sentiero che in circa 40 minuti conduce al rifugio.

## Ascensioni
- Monte Mongioie - 2630 m
- Bric Conolia - 2521 m
- Monte Rotondo - 2495 m
- Cima delle Saline - 2612 m

## Traversate
- al rifugio Ciarlo-Bossi - 1550 m
- al rifugio Valcaira - 2010 m
- al rifugio Havis De Giorgio - 1929 m
- alla capanna Saracco-Volante - 2220 m
- al rifugio Garelli - 1970 m
- al Rifugio Quarzina - 1347 m

Il rifugio si trova sul percorso della Grande Traversata delle Alpi (GTA), ed in particolare sulla prima tappa, da Viozene al rifugio Havis De Giorgio. È inoltre punto tappa del percorso rosso della Via Alpina; in particolare si trova tra le tappe R150 (rifugio Garelli - rifugio Mongioie) e R151 (rifugio Mongioie - Ormea).

## Altre attività

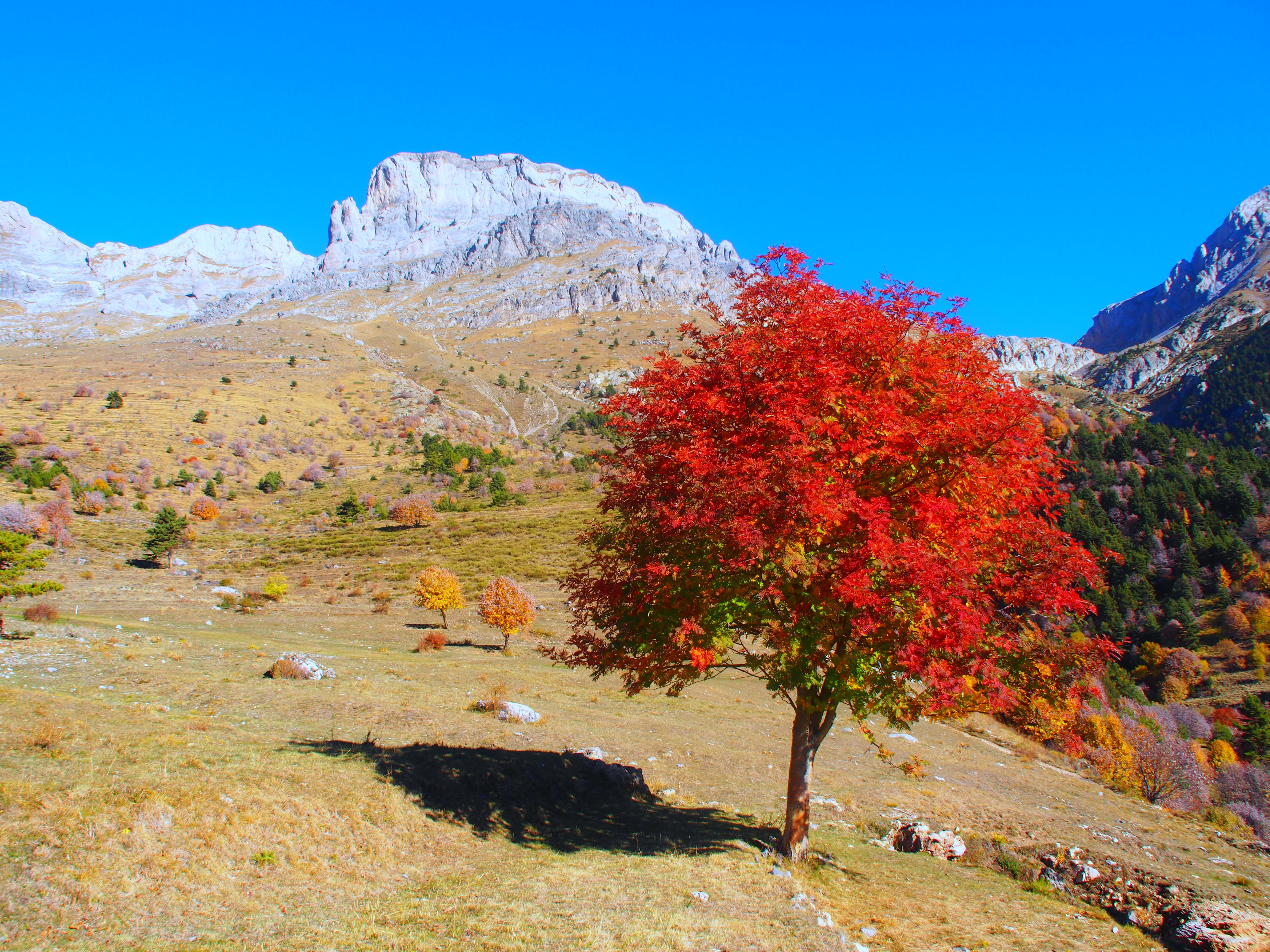
L'area presso il rifugio.

Nei dintorni del rifugio sono presenti diverse palestre di arrampicata, di diversa difficoltà.
Il rifugio offre inoltre programmi speciali per scolaresche, e visite guidate alla vicina grotta delle Vene.